# Organizational behavior management
Organizational Behavior Management (OBM) is een methode om Applied Behaviour Analysis (ABA, Engels voor toegepaste gedragsanalyse) toe te passen binnen organisaties om gedrag en prestaties van de medewerkers meetbaar te verbeteren. OBM gebruikt gedragswetenschappelijke principes en technieken en richt zich specifiek op het bevorderen van effectief en doelgericht gedrag in werkomgevingen. OBM wordt wereldwijd toegepast in diverse sectoren, waaronder productie, dienstverlening, gezondheidszorg en onderwijs. Diverse organisaties die zich bezighouden met OBM hebben zich verenigd in het OBM Network.

## Geschiedenis
OBM ontstond in de jaren 1960 in de Verenigde Staten als een onderdeel van de toegepaste gedragswetenschap. De methodologie van OBM is gebaseerd op principes zoals positieve bekrachtiging, gedragsobservatie, en data-gestuurde besluitvorming. Deze aanpak verschilt van traditionele managementmethoden door de nadruk op empirisch bewijs en meetbare resultaten.
De eerste OBM-gerelateerde publicatie verscheen in 1961 in de Harvard Business Review met het artikel Of Pigeons and Men van Owen Aldis, waarin hij voorstelde om bekrachtigingsschema's in industriële omgevingen toe te passen.

### Dr. Aubrey C. Daniels
Een van de belangrijkste grondleggers van OBM is Dr. Aubrey C. Daniels (1935 – 2025), die als klinisch psycholoog als een van de eersten de vertaalslag maakte van de toegepaste gedragsanalyse naar de context van organisaties en bedrijfsprestaties.
Dr. Aubrey C. Daniels was onder andere de oprichter van het wetenschappelijke tijdschrift The Journal of Organizational Behavior Management (JOBM), en het Performance Management Magazine (1982 – 1999). Hij is ook de auteur van diverse boeken over het onderwerp.
JOBM werd in 1977 opgericht, waarmee OBM als vakgebied verder werd geconsolideerd. Dit tijdschrift publiceert onderzoek en reviews over de toepassing van ABA-principes om organisaties te verbeteren. JOBM behandelt onderwerpen zoals prestatiemeting, interventies op prestatieniveau, doelen stellen, feedback, beloningsprogramma's en evidence-based management.

## Belangrijke concepten in OBM
OBM is gebaseerd op de volgende kernconcepten:
1. Analyse van prestatieproblemen: Het identificeren van gedragingen en contexten die bijdragen aan ondermaatse prestaties.
2. Gedragsinterventies: Het ontwerpen en implementeren van interventies die specifiek gedrag versterken, zoals het toepassen van positieve bekrachtiging.
3. Datagestuurde besluitvorming: Het gebruik van objectieve gegevens om interventies te evalueren en bij te sturen.
4. Feedback: Het geven van duidelijke, directe en constructieve feedback om gewenst gedrag te stimuleren.

## Interventies in OBM
Interventies binnen OBM worden ingedeeld op basis van hun functie bij het beïnvloeden van gedrag.
Antecedent-interventies
Antecedenten zijn triggers die gedrag uitlokken door iets in de omgeving te veranderen, waardoor de kans groter wordt dat het gedrag optreedt. Belangrijk is om te beseffen dat antecedenten dus in de tijd vóórafgaan aan het gedrag. Veelgebruikte antecedent-interventies zijn:
- Taakverduidelijking: Het verstrekken van specifieke en gedetailleerde instructies over taken, bijvoorbeeld via checklists of memo's.
- Hulpmiddelen op de werkplek: Visuele of auditieve signalen die werknemers eraan herinneren welk gedrag gewenst is.
- Doelen stellen: Het formuleren van meetbare prestatiedoelen binnen een specifieke tijdsperiode.

Hoewel antecedent-interventies gedrag kunnen uitlokken, zijn ze meestal niet voldoende om het gedrag langdurig te behouden. Hiervoor zijn consequentie-interventies nodig.

Consequentie-interventies
Een consequentie is een verandering in de omgeving van een persoon na een gedraging door deze persoon, die de kans vergroot dat het gedrag in de toekomst blijft bestaan. Consequentie-interventies spelen een cruciale rol in het handhaven van gewenst gedrag en dus bij gewoontevorming. Een van de meest effectieve consequentie-interventies binnen OBM is feedback. Onderzoek heeft aangetoond dat feedback in meer dan 70% van de JOBM-studies een onderwerp van interesse is. In de praktijk blijkt dit overigens vooral te gaan over een combinatie van prestatie-feedback én positieve bekrachtiging. Hierbij gaat het dus niet alleen over het terugkoppelen van de gemeten feiten, maar ook over het voorzien van die feiten van een (positief) oordeel als er sprake is van groei, verbetering en/of vooruitgang.
Beloningen en bekrachtigingstechnieken toegepast om gewenst gedrag te stimuleren én om te vormen tot gewoontes. Bijvoorbeeld, prestatiebeloningen en sociale bekrachtiging (zoals lof of erkenning) kunnen de motivatie van werknemers verhogen.

## Toepassingsgebieden
OBM wordt in diverse domeinen toegepast, waaronder:
- Prestatiemanagement: Het verbeteren van individuele en collectieve prestaties door gedragsanalytische principes toe te passen.
- Gedragssystemenanalyse (Behavioral Systems Analysis, BSA): Een methodologie die organisaties als systemen beschouwt en analyseert hoe verschillende componenten elkaar beïnvloeden.
- Gedragsgebaseerde veiligheid (Behavior-Based Safety, BBS): Een methode om de veiligheidscultuur in organisaties te verbeteren door gedragsgerichte interventies.

Onderzoek wijst uit dat OBM-organisaties voordelen kunnen behalen zoals:
- Productiviteitsverhoging door gedragswetenschappelijke methoden toe te passen op prestatie-indicatoren.[5]
- Verhoogd welzijn van werknemers, wat leidt tot minder stress en een hogere tevredenheid.[6]
- Kostenreductie door procesoptimalisatie, vermindering van verzuim en verlaging van personeelsverloop.[7][8]
- Datagedreven besluitvorming, wat bijdraagt aan objectieve en eerlijke evaluaties.[9][10]

## Relatie met andere disciplines
OBM wordt soms vergeleken met wetenschappelijk management en kwaliteitsmanagement, maar onderscheidt zich door zijn wetenschappelijke basis in ABA. Het verschilt ook van arbeids- en organisatiepsychologie, dat meer gericht is op cognitieve processen, attitudes en persoonlijkheidskenmerken. OBM daarentegen richt zich uitsluitend op observeerbaar en meetbaar gedrag.
Vaak wordt OBM ook toegepast in combinatie andere methodieken een aanpakken:
- Procesoptimalisatie, zoals met behulp van Lean, Lean Six Sigma, Kaizen en TPS
- Organisatieprincipes, zoals Agile, SAFe en DevOps
- Service Management aanpakken zoals ITIL®, USM, ISM en VeriSM™.

Dit zijn stuk voor stuk methodieken die het belang van gedragsverandering weliswaar onderkennen, maar daar zelf geen specifieke inhoud binnen de aanpak voor bieden. OBM wordt gezien als een mogelijke aanvulling op bestaande veranderstrategieën, doordat het zich richt op het verankeren van gedragsverandering in het dagelijks handelen van medewerkers.

## OBM in Nederland
In Nederland kreeg OBM voet aan de grond dankzij pioniers zoals Dr. Marius Rietdijk, die in 2009 op het onderwerp promoveerde. Hij introduceerde OBM binnen de Nederlandse context via zijn werk aan de Vrije Universiteit Amsterdam en het door hem samen met Joost Kerkhofs opgerichte instituut ADRIBA. Dit Aubrey Daniels Research Institute for Behavior Analysis was een academisch centrum voor gedragsverandering en prestatieverbetering. ADRIBA bood van 2010 tot en met 2022 Post Graduate opleidingen in OBM, certificeringen en onderzoek gericht op de toepassing van OBM in organisaties. Het instituut verzamelde ruim 200 casussen waarin OBM in Nederlandse organisaties met succes is toegepast, met meetbare verbeteringen op basis van de verschillen tussen nulmetingen en vervolgmetingen. 
Intussen is ADRIBA opgeheven en opgegaan in de reguliere vakgroep van Management & Organisatie van de VU, en is het vak OBM een onderdeel van zowel de reguliere als parttime Masteropleiding Bedrijfskunde.
Andere pioniersorganisaties in Nederland die bijdragen aan de ontwikkeling en implementatie van OBM zijn OBM Dynamics, Neotopia en Trigono.
- OBM Dynamics heeft een praktisch toepasbare versie ontwikkeld voor een bredere doelgroep dan alleen wetenschappelijk onderwijs. Het ontwikkelde eigen lesmateriaal dat uitgegeven wordt door Van Haren Publishing. Het traint en certificeert organisaties en hun instructeurs. Zij verspreiden hun versie van OBM in licentie, in verschillende landen. Tot slot werd door hen een officieel erkend examen ontwikkeld, dat wordt afgenomen door APMG International, wat de kwaliteit en het vakmanschap van gecertificeerde OBM-professionals waarborgt.
- Neotopia was het eerste Nederlandse trainingsbureau dat zich volledig op OBM richtte en levert onder licentie van OBM Dynamics de officiële trainingen en examens. Het bedrijf levert voornamelijk in-company trainingen en coaching, meestal als onderdeel van grotere programma’s op het gebied van cultuurverandering.
- Trigono was het eerste Nederlandse bedrijf dat in diverse publicaties de koppeling tussen de vakgebieden OBM en Service Management heeft gelegd. Het bedrijf levert zowel training als interim-management op het snijvlak van deze twee vakgebieden.

## Certificering en opleidingen
Leiders en veranderaars die zich willen specialiseren in OBM kunnen in Nederland terecht bij diverse partijen voor trainingen en certificeringen. Het examen dat door OBM Dynamics is ontwikkeld en wordt afgenomen door APMG International, biedt een internationaal erkende standaard voor OBM-expertise.
In Noord-Amerika is op andere manieren een certificering in OBM te behalen en kunnen studenten bij diverse onderwijsinstellingen zelfs een volledige Master-opleiding in OBM volgen.

## Kritiek en uitdagingen
Hoewel OBM in veel situaties succesvol is gebleken, zijn er ook uitdagingen en kritiekpunten. Een veelgehoorde kritiek is dat OBM te mechanistisch zou zijn en te weinig aandacht zou hebben voor individuele en culturele verschillen. Dit wordt echter steeds vaker ondervangen door OBM-methodologie te combineren met inzichten uit andere disciplines, zoals organisatiepsychologie.
Andere kritiekpunten zijn:
1. Ethische bezwaren en perceptie van manipulatie: Critici stellen dat het toepassen van gedragsprincipes in OBM als manipulatief kan worden ervaren, wat ethische vraagstukken oproept. Wetenschappers benadrukken echter het belang van ethische normen en certificering voor gedragsspecialisten om ervoor te zorgen dat OBM-praktijken zowel effectief als ethisch verantwoord zijn.[14]
2. Noodzaak van voortdurende gegevensverzameling: OBM vertrouwt sterk op datagestuurde besluitvorming, wat kan leiden tot intensieve en voortdurende gegevensverzameling. Hoewel dit als belastend kan worden gezien, stelt de wetenschap dat continue gegevensverzameling essentieel is om de effectiviteit van OBM-interventies te evalueren en aan te passen, wat uiteindelijk leidt tot betere prestaties en resultaten.[15]

Hoewel er kritiek is op OBM, zijn er binnen de gedragswetenschappen theoretische en praktische benaderingen ontwikkeld die bedoeld zijn om met deze bezwaren om te gaan en de effectiviteit van OBM te onderbouwen.